# Barychelus
Barychelus is een geslacht van spinnen uit de familie Barychelidae.

## Soorten
Het geslacht kent de volgende soorten:
- Barychelus badius Simon, 1889
- Barychelus complexus Raven, 1994